# Bailleul (Somma)
Bailleul – miejscowość i gmina we Francji, w regionie Hauts-de-France, w departamencie Somma.
Według danych na rok 2011 gminę zamieszkiwało 278 osób, a gęstość zaludnienia wynosiła 20 osób/km² (wśród 2293 gmin Pikardii Bailleul plasuje się na 775. miejscu pod względem liczby ludności, natomiast pod względem powierzchni na miejscu 237.).